# Monstre d'Aramberri
Le « monstre d’Aramberri » est le surnom informel donné à un squelette fossile d'un imposant pliosaure catalogué UANL-FCT-R2, dont les premiers restes furent découverts en 1985 près de la ville d'Aramberri, au Mexique. Dans la littérature scientifique, quelques auteurs le désignent également sous les surnoms de pliosaure d'Aramberri ou de spécimen d'Aramberri. Initialement interprété comme étant un dinosaure en 1988, c'est à partir d'un courte publication de 2001 où il est formellement réidentifié comme étant un reptile marin de la famille des Pliosauridae. Initialement, seules deux concrétions contenant les fossiles de l'animal furent découvertes, l'une des deux (contenant les fossiles d'un rostre et des dents) étant plus tard notée comme perdue dans la première étude approfondie menée sur le spécimen en 2003. Au cours des années 2000, une nouvelle campagne de fouille a permis d'exhumer plusieurs fossiles supplémentaires de l'animal. Par la suite, la plupart de ces fossiles furent envoyés à Karlsruhe, en Allemagne, afin d'y être préparés, avant d’être renvoyés en 2012 à l'université autonome du Nuevo León, où ils sont majoritairement stockés. Une autre importante partie des fossiles est actuellement stockée dans le musée du désert (en) à Saltillo.
Comme l’indique son surnom, le « monstre d’Aramberri » compte parmi les plus grands pliosaures connus, bien que les estimations de sa taille aient été révisées à la baisse au fil des années. Les premières évaluations suggéraient une longueur d'environ 15 m, avec des propositions maximales atteignant 18 m voire 20 m selon certains médias. L’ancienne interprétation du spécimen comme un individu juvénile, ainsi que son attribution erronée à Liopleurodon (alors dépeint de manière erronée dans la série documentaire de la BBC Sur la terre des dinosaures en 1999) auraient probablement contribué à cette surestimation. Les estimations les plus récentes situent sa taille entre 10 et 11 m de long. L’animal aurait toutefois possédé une mandibule d’environ 3 m, tandis que ses grandes dents depuis perdues auraient possédé deux bords tranchants. 
Depuis 2013, le « monstre d’Aramberri » est classé au sein des Thalassophonea, un groupe dérivé de pliosauridés caractérisé par un cou court et un grand crâne allongé. Les gastralia (côtes abdominales) du spécimen possèdent même des traits qui peuvent être diagnostiques pour un genre distinct qui pourrait être prochainement décrit. Le tronc du pliosaure d'Aramberri conserve les fossiles de ce qui semble être un ichthyosaure, laissant entendre qu'il s'agirait de sa dernière proie consommée avant sa mort. Deux fragments crâniens connus de l'animal préservent également des traces de morsures qui auraient été faites par un autre pliosaure plus imposant. La formation La Caja (en), d'où le « monstre d'Aramberri » a été découvert, contient d’abondants fossiles marins d'un environnement peu profond datant de l'étage Kimméridgien du Jurassique supérieur. Le spécimen partageait son habitat avec une variété d'autres animaux, notamment des invertébrés, des poissons, des thalattosuchiens, des ichthyosaures et d'autres plésiosaures.

## Historique des recherches

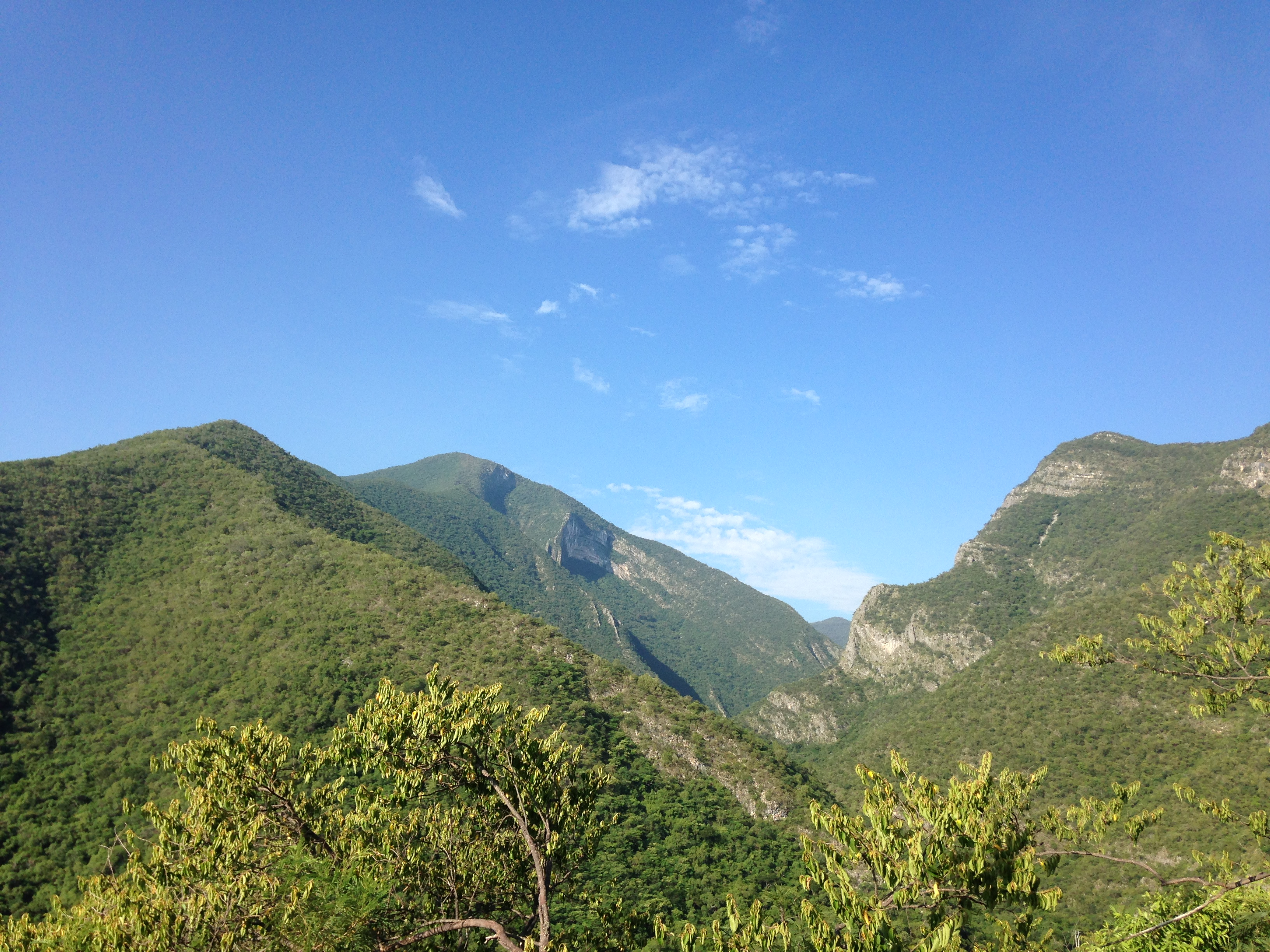
Vue d'ensemble de la sierra Madre orientale, chaîne montagneuse mexicaine dans laquelle le pliosaure d'Aramberri a été découvert.

Au cours d'une excursion menée durant l'automne 1985 au sein de la sierra Madre orientale, un étudiant en géologie de l’université autonome du Nuevo León signale la découverte d'une grande concrétion de fossiles dans la commune de Linares, près de la municipalité d'Aramberri, située dans l'État mexicain du Nuevo León. Au cours de l'exhumation, une seconde concrétion tout aussi grande est découverte par les paléontologues,,. L'accessibilité difficile du lieu et les fossiles récoltés à l'époque faisant environ 200 kg au total, cela empêcha les chercheurs de le déplacer sur le champ. L'année suivante, le matériel découvert est finalement déplacé sur 2 km via des procédés techniques assez complexes avant d'atteindre une route facilitant son transport. Par la suite, les deux grandes concrétions furent envoyées à la faculté des sciences de la Terre de l'université, où les fossiles concernées sont tous catalogués sous nom de code UANL-FCT-R2,. La préparation de la première concrétion fossile s’étend sur une durée de deux mois ; une fois l’opération achevée, le spécimen est fixé verticalement sur un socle en béton coulé. La première concrétion contient de nombreux éléments postcrâniens qui incluent entre autres sept vertèbres pectorales (des vertèbres transitionnelles entre les régions cervicales et thoraciques), des fragments de coracoïdes et d'une omoplate gauche, des côtes ainsi que des gastralia (côtes abdominales). La seconde concrétion inclut quant à elle un rostre avec des dents,. Dans la littérature scientifique, ces fossiles sont mentionnés pour la première fois en 1988 par le géologue allemand Walter Hähnel, l’un des chercheurs ayant participé à leur exhumation. Celui-ci précise que la découverte fût effectuée stratigraphiquement dans la formation La Casita (en), une formation géologique du Jurassique supérieur, plus précisément datée du Kimméridgien tardif. Malgré le fait que le spécimen ait été découvert dans des sédiments marins, Hähnel l'identifie comme étant un grand dinosaure carnivore d'une longueur allant entre 10 à 15 m.
En 2001, le paléontologue allemand Eberhard Frey (de) et ses collègues annoncent via une publication avoir réidentifié le spécimen comme appartenant en fait à un grand reptile marin de la famille des pliosauridés, sur la base de sa morphologie vertébrale. Ils précisent également que les fossiles feront l’objet d’une description plus détaillée dans un article ultérieur et attribuent au spécimen le surnom informel de « monstre d’Aramberri ». Dès 2002, ce spécimen obtient l'attention internationale des médias, est le surnom donné est depuis utilisé aussi bien de la part des journalistes que par les scientifiques,,,. L'étude annoncée décrivant plus en détails les fossiles est finalement publiée en 2003 et est dirigée par la paléontologue française Marie-Céline Buchy et ses collègues. Dans la publication de 2001, les auteurs notent que la seconde concrétion ne fut pas relocalisée à l'université, mais c'est depuis l'étude de 2003 où il est noté comme perdu. La même étude révèle également que le spécimen a en fait été découvert dans la formation contemporaine de La Caja (en),. 
De nouvelles expéditions menées de 2001 à 2007 au sein de la localité type par des paléontologues mexicains, français et allemands aidés par des habitants de la ville, ont permis d'exhumer la partie caudale du spécimen, et les deux tiers du squelette. Des fragments crâniens ont également été découverts bien que la plupart d'eux sont non identifiables. Les données de terrains suggèrent même que le spécimen fossile aurait été techniquement complet avant l'érosion du crâne et son exhumation pour la phosphorite,,,. Finalement, il semblerait que 70 % du squelette de l'animal soit connu,. En 2003, afin d'aider les paléontologues, le maire nouvellement élu du Nuevo León envoie un hélicoptère afin de transporter un bloc fossile pesant au total 450 kg. Durant sa campagne menée l'année suivante, le maire approuve et achève même la construction d'une route menant vers le site d'excavation. Une fois exhumés, la plupart des fossiles furent transférés au musée d'histoire naturelle de Karlsruhe (en), en Allemagne, pour y être préparés,. Le musée de Karlsruhe ne pouvant pas accueillir plus de fossiles en raison de la taille de l'animal, le matériel restant est alors transféré dans le musée du désert (en), à Saltillo, dans le Coahuila. Lorsque la préparation du matériel gardé à Karlsruhe fut finalisée, ces derniers furent donc renvoyés à la faculté des sciences de la Terre de l'université autonome du Nuevo León en 2012, où ils sont depuis stockés. Une partie des fossiles fut temporairement exposée en 2007 au musée d'histoire mexicaine à Mexico, capitale du pays. Les nouveaux fossiles découverts et préparés consistent en neuf vertèbres cervicales conservées sur trois blocs, des vertèbres dorsales, des côtes et des gastralia supplémentaires, une tête articulaire fémorale ainsi qu'une ceinture pelvienne presque complète. Les éléments crâniens identifiés incluent quant à eux un ptérygoïde, un jugal et une partie d'un maxillaire préservant une alvéole dentaire. Les nouveaux fossiles sont toujours en cours de préparation et devraient recevoir des descriptions bien plus détaillées pour de futurs travaux,,,. En 2012, le paléontologue mexicain Javier Aguilar Pérez exprime que le spécimen devrait recevoir une monture squelettique formée à partir des fossiles une fois leurs préparations terminées. De plus, il exprime que de nouveaux fragments crâniens devraient être trouvables sur le terrain d'où le spécimen a été découvert, mais aucune fouilles supplémentaires n'a visiblement été faite depuis.

## Description

### Description simplifiée

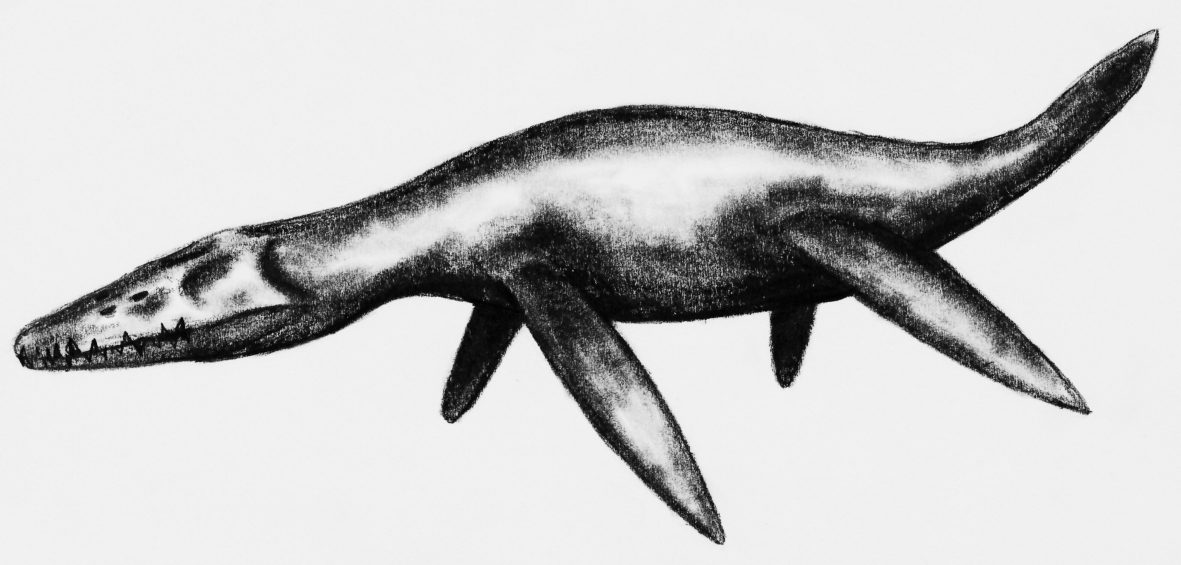
Reconstitution de l'animal.

Le spécimen d'Aramberri est l'un des plus complets des grands pliosaures à avoir été découverts,. Bien que la totalité du squelette de l'animal n'ait pas reçu de descriptions détaillées à l'heure actuelle, des auteurs en ont néanmoins décrit certaines parties,,. Les divers genres de pliosauridés qui sont régulièrement comparés avec le « monstre d'Aramberri » sont aujourd'hui classés dans le clade des Thalassophonea, qui sont caractérisés par un crâne allongé relié à un cou court, contrairement à de nombreux autres plésiosaures, qui ont un long cou et une petite tête. Comme tous les plésiosaures cependant, ils possède une queue courte, un tronc massif et deux paires de grandes palettes natatoires,.

### Mensurations
Le « monstre d'Aramberri », comme son nom l'indique, est aussi l'un des plus grands pliosaures ayant été identifiés à ce jour, mais les estimations de sa taille ont considérablement baissé au fil des années. Les estimations initiales précises fixaient la taille aux alentours de 15 m de long au minimum,,,, bien qu'une estimation maximale allant jusqu'à 18 m pour une masse corporelle de 50 tonnes fut aussi proposée par les scientifiques,. En 2008, le paléontologue britannique Adam S. Smith et son collègue irlandais Gareth J. Dyke, mentionnant indirectement le spécimen en citant l'article de 2003, donnent une longueur maximale de 17 m. Dans sa thèse publiée un an plus tard, en 2009, le paléontologue australien Colin McHenry critique cette interprétation qu'il trouve très exagérée. En comparant le spécimen d'Aramberri avec le matériel fossile attribué à Kronosaurus, il en réduit la taille à entre 11,7 et 12,2 m pour une masse corporelle situé entre 14,9 et 17,8 tonnes. En 2014, Frey et son compatriote Wolfgang Stinnesbeck augmentent légèrement plus la longueur du spécimen à entre 12 et 14 m,. En 2021, les paléontologues allemands Frederik Spindler et Martin Mattes réduisent encore plus la taille de ce spécimen à entre 10 et 11 m de long. En 2024, le paléontologue chinois Ruizhe Jackevan Zhao ne donne pas une estimation précise quant aux mensurations du spécimen. Il suggère à la place, sur la base des dimensions vertébrales, qu'il aurait été semblable en taille à Pliosaurus funkei, qui selon son modèle mesure environ 9,8 m de long pour une masse corporelle de 12 tonnes. La même année, le biologiste australien Joel H. Gayford et ses collègues estiment que l'animal devrait atteindre une taille d'environ 10,7 m de long.

### Crâne
Relativement peu d'os crâniens de l'animal ont été découverts, et certains d'entre eux ont même été perdus en ce qui concerne le rostre et les dents,,. Cependant, à l'aide des photographies et de la description menée en 1988 par Hähnel, Buchy et collègues y donnent quelques commentaires dans leur premier ré-examen du spécimen en 2003. Selon les descriptions, le rostre mesurerait 60 cm de long et contient trois dents cassées. Les dents sont décrites comme massives, atteignant environ 5,5 cm de diamètre et étant bicarinées (possédant deux bords tranchants). D'après une photo prise de ce rostre, ce dernier contiendrait aussi une dent supplémentaire provenant vraisemblablement d'une mâchoire opposée. Par conséquent, il est incertain de savoir si le rostre viendrait d'une dentaire (un os de la mandibule), d'un maxillaire ou d'un prémaxillaire (deux os de la mâchoire supérieure). Sur la base d'une mandibule d'un grand pliosaure préservée au musée d'histoire naturelle de l'université d'Oxford en Angleterre, les auteurs estiment que le « monstre d'Aramberri » devrait avoir une mandibule et un crâne atteignant les 3 m de long,,. Certains chercheurs estiment aussi que les dents de l'animal seraient de formes coniques et que les plus grandes auraient atteint 20 cm de long.

### Squelette postcrânien
La majorité du matériel postcrânien du pliosaure d'Aramberri ne fut pas encore décrit en raison du fait que les préparations ne sont actuellement pas finalisées. Cependant, une grande partie du matériel initialement découvert et certains fossiles exhumés et préparés ultérieurement ont quant à eux été décrits,,. Les parties avant et arrière des corps vertébraux sont légèrement convexes. Ces derniers sont en forme de poulie et varient en longueur de 9 à 10,5 cm. Les épines neurales des vertèbres sont de forme quadrangulaire en vue latérale, atteignant 20 cm de haut pour une longueur allant de 5 à 8 cm. Les tubes neuraux sont visiblement de forme ovale, atteignant 8 à 10 cm de haut pour 2 à 3 cm de large. Les parties proximales préservées des côtes mesurent jusqu'à 20 cm, mais leur état de conservation empêche de dire davantage quant à leur morphologie. Les rares côtes associées aux vertèbres présentent quant à elles une marge dorsale courbée. La tête fémorale du « monstre d'Aramberri » mesure 45 cm de large ; à titre de comparaison, un spécimen de Liopleurodon mesurant 5 m de long possède une tête fémorale qui n'atteint que 14 cm,. Les gastralia possèdent des rainures profondes presque circulaires et qui sont irrégulièrement espacées. Comme ces caractéristiques ne peuvent être assimilées à une morsure, ceux-ci peuvent être un trait distinctif qui pourrait s’avérer diagnostique pour l'animal au sein de futures études.

## Classification
Le « monstre d'Aramberri » fut initialement décrit comme étant un grand dinosaure par Hähnel en 1988 sans classifications plus précises, mais sa nature carnivore pouvait néanmoins suggérer à un probable théropode. Les paléontologues découvrent plus ultérieurement qu'il s'agit en fait d'un pliosaure de la famille des Pliosauridae au début des années 2000,,. Selon Buchy et al. (2003), son affiliation est basée sur la présence de deux caractéristiques vertébrales uniques à ce groupe. La premières des caractéristiques sont les foramens qui sont présents sur la face ventrale de chaque vertèbre, vertèbres qui sont en forme de poulie. La seconde concerne les articulations des côtes de la face latérale de certaines vertèbres situé près des arcs neuraux (partie supérieures/dorsales des vertèbres), typique des vertèbres pectorales des plésiosaures. Cependant, le manque de diagnose crâniens appropriées et le reste des fossiles non décrits l’empêche d’être assigné à un quelconque genre déjà établi de pliosauridé. En 2014, Frey et Stinnesbeck effectuent une brève description du pliosaure d'Aramberri et commentent ses affinités hypothétiques au sein de la famille des pliosauridés. La petite taille des palettes natatoires par rapport au corps de l'animal indique que le spécimen serait un proche parent du pliosauridé australien Kronosaurus. Le groupe qui inclut actuellement Kronosaurus, connu sous le nom de Brachaucheninae, n’inclut que les représentants ayant vécu durant le Crétacé,, le spécimen d'Aramberri étant daté du Jurassique supérieur. Il est à noter qu'en 2009, sur la base de sa morphologie vertébrale, McHenry ne considère pas le spécimen d'Aramberri comme étant proche de Kronosaurus, mettant en doute la classification proposée ultérieurement par Frey et Stinnesbeck. Néanmoins, les deux auteurs notent que l'anatomie notable des gastralia pourrait être diagnostique pour le spécimen et donc de l'ériger au sein d'un taxon distinct pour de futures études. En 2013, le paléontologue britannique Roger B. J. Benson et son collègue américain Patrick S. Druckenmiller nomment un nouveau clade au sein des Pliosauridae, appelé Thalassophonea. Ce clade comprend les pliosauridés « classiques » à cou court tout en excluant les formes antérieures aux longs cous plus graciles. Bien qu’aucune étude consacrée à sa position phylogénétique n’ait encore été publiée, le « monstre d’Aramberri » est depuis considéré comme un étant grand représentant du groupe.,.

## Paléobiologie

### Ostéogenèse et ontogenèse
Dans leur étude de 2003, Buchy et ses collègues remarquent que le septième arc neural n'est pas fusionné avec les vertèbres, les autres arcs neuraux étant incomplets pour permettre des observations semblables. Les spécimens de plésiosaures présentant des arcs neuraux non fusionnés aux vertèbres sont généralement vus comme des juvéniles, et les auteurs considèrent par conséquent que le spécimen d'Aramberri en serait un également malgré sa taille imposante. Néanmoins, Buchy remet en question cette interprétation en 2007, citant que très peu de fossiles de pliosaures ont été retrouvés avec des arcs neuraux fusionnés aux vertèbres, et qu'il s’agirait très probablement de traits juvéniles conservés à l'âge adulte. McHenry partage des conclusions identiques dans sa thèse publiée en 2009. Sur la base de ces observations, Frey et Stinnesbeck interprètent alors le spécimen comme étant un subadulte en 2014. En 2024, Zhao, partageant les point de vues émises par Buchy et McHenry, considère le spécimen comme étant un adulte en raison de sa grande taille.

### Marques de morsures
Certains fragments crâniens du pliosaure d'Aramberri, à savoir le jugal et un os ptérygoïde, présentent des traces de morsures montrant que le spécimen aurait été attaqué au niveau arrière de la tête. La trace de morsure présente sur le ptérygoïde montre qu'elle aurait été faite par une dent dont la couronne est estimée selon les sources à entre 4 et 7 cm, suggérant une longueur totale de la dent d'environ 30 cm. Malgré la blessure importante, le ptérygoïde montre la présence d'un cal, suggérant que l'animal aurait survécu à l'incident. À l'inverse, le jugal aurait été quant à lui perforé par une dent qui n'aurait atteint seulement que les deux tiers de celui ayant touché le ptérygoïde, mais qui pour le coup aurait été probablement mortel car ne présentant aucune marque de guérisons. Le probable pliosaure qui aurait ainsi blessé voire tué le pliosaure d'Aramberri aurait été donc plus grand, mais les auteurs n'ont pas donné d'estimations quant à sa taille afin d'éviter les spéculations,,,.

### Contenu stomacal
Au niveau du tronc, le spécimen d'Aramberri montre ce qui semble être des os mal préservés et présentant des marques de gravures provenant d'un possible ichthyosaure. L'ichthyosaure en question aurait probablement été le dernier repas du spécimen avant sa mort, mais de nouvelles études sont nécessaires pour le confirmer.

## Paléoécologie
La formation La Caja (en), où le « monstre d'Aramberri » fut découvert, aurait été un environnement marin calme d'une faible profondeur estimé entre 150 et 300 m, quoique la proximité d'une île soit attestée par des dépôts végétaux probablement arrachés lors des rares tempêtes. La présence de cet imposant pliosauridé dans cette région est un argument en faveur de l'existence d'une communication entre le domaine nord téthysien où la plupart des fossiles ont été retrouvés, et les mers épicontinentales qui baignaient l'Amérique du Sud à cette époque. La formation, datant du Kimméridgien tardif, contient de nombreux fossiles d'invertébrés, les ammonites étant les plus abondants. Les autres invertébrés présents incluent notamment des bélemnites, des bivalves, des brachiopodes, des serpulidés, des radiolaires et des calpionelles. Des débris fossiles de poissons sont aussi connus. La formation contient un certain nombre d'autres reptiles marins de divers groupes. Parmi les plésiosaures, en plus du « monstre d'Aramberri », deux autres spécimens supplémentaires de pliosauridés indéterminés sont connus,. En dehors de ces trois pliosauridés, l'unique plésiosaurien connu est un possible élasmosauridé également noté comme indéterminé,. Les thalattosuchiens incluent un spécimen non attribué, et Cricosaurus saltillensis. Le premier thalattosuchien cité fut d'ailleurs découvert lors de l’excavation du pliosaure d'Aramberri. Les ichthyopterygiens sont connus depuis 2006,, mais c'est à partir de 2009 que des ophthalmosauridés sont signalés. Ces ophthalmosauridés sont le genre type Ophthalmosaurus, et Parrassaurus (en).

## Culture populaire

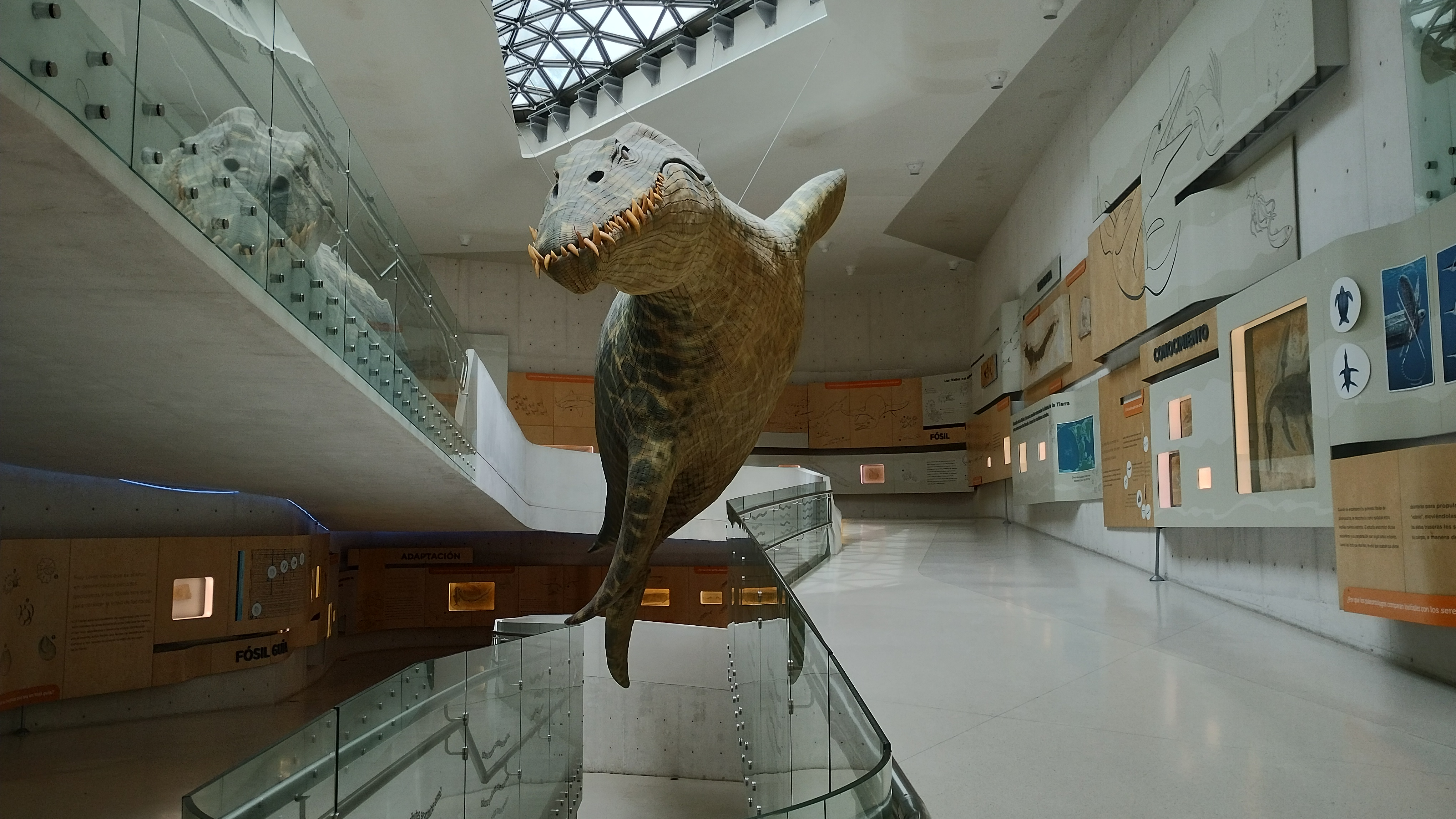
Reconstitution grandeur nature du « monstre d'Aramberri » dans le, à Monterrey.

La plupart des médias ont fixé la taille du pliosaure d'Aramberri à entre 19 et 20 m de long et l'ont considéré comme un représentant de Liopleurodon,,,. La représentation de Liopleurodon dans la série documentaire de la BBC Sur la terre des dinosaures (1999), où il est dépeint comme atteignant 25 m de long pour un poids de 150 tonnes, ainsi que son ancienne interprétation juvénile (laissant donc suggérer que les spécimens adultes contemporains auraient été bien plus grands), sont des possibles causes de ces estimations et attributions erronées.  Les plus gros spécimens connus de Liopleurodon auraient visiblement atteint 8 m de long pour une masse corporelle de 7,8 tonnes, et il est admis que le spécimen d'Aramberri ne soit pas un représentant de ce même genre au vu des fossiles,. McHenry qualifie de manière humoristique cette tendance à sur-exagérer la taille de Liopleurodon et le spécimen d'Aramberri comme de la « godzillaisation ».
En 2017, une reconstitution grandeur nature du « monstre d'Aramberri » fut effectuée sur la base des dimensions des fossiles conservés. Il est depuis exposé au musée pour enfants Papalote (es), à Monterrey.